# Црква Светог Великомученика Георгија у Сурдулици
Црква Светог Великомученика Георгија у Сурдулици, позната и као црква Светог Ђорђа, налази се у центру Сурдулице, поред Техничке школе и Костурнице. Саграђена је према пројектима Светозара Ивачковића 1895. године, а изградњом је руководио предузимач Китан Кузмановић. Црква припада епархији Врањској, а посвећена је Светом Георгију.

## Архитектура
Светозар Ивачковић је употребио једнобродни склоп, погодан за мање парохије. По архитектури се није разликовала много од његових типских сеоских кућа због плитке припрате, пространијег наоса и развијеног олтара са тространом апсидом. Унутрашњост је била скромна и решена у складу са законима максималне акустичности, прегледности и осветљења. Спољашност је била лишена било какве сувишне декорације, сем завршних калканских венаца, по принципу функционалности као главном естетском принципу Ивачковићеве архитектуре. Живописности су доприносиле једино уједначене комбинације вертикалних и хоризонталних ритмова елемената и отвора.
У целини, Црква Светог Ђорђа је била складна и уравнотежена композиција и лака грађевина која се не намеће у окружењу. 
Данас, у циљу нагласка постојања цркве у амбијенту, фасада је решена у две јарке боје: жута и боја цигле, и изграђен је високи звоник на западу, карактеристичан за архитектуру северно од Саве и Дунава.